# Позначка автора
Позначка автора (також рядок автора англ. byline) у газетній чи журнальній статті вказує ім'я автора статті. Рядки автора зазвичай розміщують між заголовком і текстом статті, хоча деякі журнали (зокрема, Reader's Digest) розміщують рядки автора внизу сторінки, щоби лишити більше місця для графічних елементів навколо заголовка.
Dictionary.com визначає рядок автора як «друкований рядок тексту, який супроводжує новину, статтю чи подібне, із зазначенням імені автора». У ньому вказана інформація про автора статті.

## Приклади
Типова публікація в газеті може виглядати так:
Том ДжойсРепортер New Boston Post
Позначка також може включати короткий виклад статті, який представляє автора по імені:
Написати стислий опис довгого твору ніколи не було так легко, як часто здається, як тепер пояснює штатний автор Джон Сміт:
Автори часто включають біографічну інформацію про їхні теми статей. Типовий біографічний рядок авторства у документальній літературі може звучати так:
Джон Сміт працює над книгою "Мій час на Ібіці «, базованою на цій статті. Цього літа він повертається до Іспанії, щоби зібрати матеріал для наступного есе.

## Розповсюдження
Авторські рядки були рідкістю до кінця XIX століття. До того найбільш схожою практикою були випадковим чином підписані статті. Саме слово byline вперше з'явилося в пресі 1926 року в сцені в офісі газети в „І сходить сонце“ Ернеста Хемінгуея.
Одне з найперших послідовних застосувань цієї ідеї було для репортажів з поля бою під час громадянської війни в США. 1863 року генерал Союзу Джозеф Гукер вимагав від військових репортерів підписувати статті, щоб він знав, кого журналіста звинуватити в помилках.
Ця практика стала більш популярною наприкінці 19 століття, коли журналісти стали більш впливовими та популярними. Такі примітки використовувалися для реклами або створення знаменитостей серед деяких журналістів з жовтої преси. Прихильники підписаних статей вважали, що підпис робить журналіста обережнішим і чеснішим; видавці вважали, що завдяки цьому газети краще продаватимуться.
Проте дедалі більшому використанню авторських рядків протистояли інші, зокрема, власник The New York Times Адольф Окс, який вважав, що авторські рядки заважають безособовій природі новин і зменшують почуття інституційної відповідальності за зміст статті. Авторські статті залишалися рідкістю в цій газеті ще на кілька десятиліть.
Перший матеріал телевізійних служб Associated Press із підписом автора з'явився в 1925 році, і незабаром після цього ця практика стала звичайною.
Починаючи з 1970-х років, більшість сучасних газет і журналів підписували майже всі матеріали, окрім найкоротших статей і власних редакційних матеріалів.
Винятком є британський тижневик The Economist, який публікує майже всі матеріали, крім повідомлень у блогах, анонімно. The Economist пояснює цю практику традиційною та відображає спільну природу їхньої звітності.

## Помилкова атрибуція
Статті, які походять від журналістів прес-агентств, іноді неправильно відносять до співробітників газети. Домінік Понсфорд з Press Gazette наводить такі приклади:
- Інтерв'ю Бена Еллері з бойфрендом убитої Джо Єйтс з'явилося в Daily Mail і Daily Mirror ; колишня газета опублікувала чотири авторські рядки, жодна з яких не згадувала Еллері.
- Ексклюзив Ендрю Баквелла про проблему батьківства, пов'язану з Борисом Джонсоном, з'явився в Daily Mail без авторського посилання.[4]

Понсфорд також висвітлює випадки, коли газети вказують на вигаданих авторів у матеріалах, які нападають на інші газети: наприклад, Daily Express використовує ' Brendon Abbott».